# Nagenatzani
Nagenatzani är i mytologin hos navajofolket i Nordamerika den mest aktive i ett ursprungligt tvillingpar.
Nagenatzani och Thobadestchin föddes av den mystiska gudinnan Estanatlehi och begav sig senare ut i världen för att göra den beboelig för människorna genom att förgöra de monster och jättar som då befolkade jorden. Deras äventyr och resor liknar på många vis Herakles' och Odysseus' resor som de skildras i den grekiska mytologin.